# کاهوی سالینا
کاهوی سالینا گونه‌ای از کاهوی وحشی است. این کاهو بومی اوراسیا است امادر مکان‌های زیاد دیگری به عنوان گونه‌های معرفی شده از جمله آمریکای شمالی رشد می‌کند.
به ندرت می‌توان آن را در جنوب-شرق انگلستان در سواحل خشک نزدیک دریا و در مصب رودها یافت.

## توصیف
کاهوی سالینا گیاهی یک ساله است که از ریشهٔ عمودی رشد کرده و ارتفاعش بین نیم تا یک متر و گاهی اوقات بیشتر می‌رسد؛ و خیلی باریک‌تر از کاهوی لاکتوکا ویرسا و کاهوی خارداراست. ساقه اصلی راست و دراز و بلند و نازک در قسمت پایینش پرزهایی زبر دارد. برگهایش خیلی دراز و باریک هستند و درازی آنها به بیش از ۱۵ سانتیمتر می‌رسد ولی عرض آنها به ندرت به یک سانتیمتر می‌رسد و معمولاً بدون گوشه و دندانه هستند. قسمت بالایی ساقه با گل‌آذین باریکی اشغال شده است. شاخه‌ها ممکن است روی ساقه اصلی فشار بیاورند که موجب کشیده شدن آنها به سمت بیرون می‌گردد.
در بریتانیا کاهوی سالینا از ژوئیه تا اوت گل می‌دهد.